# Cristóbal de Virués
Cristóbal de Virués (Valencia, 1550-ibídem, 1614) fue un militar, dramaturgo y poeta épico español del Siglo de Oro.

## Biografía
Fue de familia distinguida; su padre, Alonso de Virués, fue un médico amigo del humanista Luis Vives. Sus hermanos fueron personas relevantes de la vida intelectual valenciana: Jerónima fue una experta latinista; Francisco fue poeta y doctor en teología; y Jerónimo, médico y poeta, perteneció a la Academia de los Nocturnos. El mismo Cristóbal de Virués fue apreciado no sólo en Valencia, sino también por algunos de sus contemporáneos de la Corte, como Agustín de Rojas, Lope de Vega, y Miguel de Cervantes. Cervantes elogió su heroísmo en el Canto del Turia y alabó su poema épico El Monserrate en el escrutinio de la biblioteca de Don Quijote; también lo incluyó en el llamado "Canto de Calíope" en el último libro de La Galatea (1585) y en  Viaje del Parnaso . Con Lope de Vega se relacionó cuando permaneció desterrado en Valencia, periodo durante el cual Lope de Vega absorbió y elaboró aspectos del teatro valenciano que le llevarán a la creación de la comedia nueva.
Virués siguió la carrera militar, luchó en la batalla de Lepanto y en Milán, y se retiró con el grado de capitán a su ciudad natal en 1586. 

## Obra
Cristóbal de Virués es, con Jerónimo Bermúdez, el más importante poeta trágico de la generación neosenequista anterior a Lope de Vega y fue uno de los primeros en mezclar preceptos clásicos con la práctica contemporánea de su tiempo.  
El primer fruto literario tras retirarse de la vida militar fue el poema épico en octavas reales El Monserrate (Madrid, 1587), reimpreso allí también en 1588 y 1601. Durante una corta estancia en Italia compuso y publicó una segunda parte, El Monserrate segundo (Milán, 1602). Este poema posee un militante contenido antirreformista y narra la leyenda del ermitaño Juan Garín, complicado con viajes y otros materiales.  
En su dramaturgia, de lenguaje estilizado, abundan los incidentes escabrosos, los elementos inesperados y el tema de autodeterminación. El volumen titulado Obras trágicas y líricas del capitán Cristóbal de Virués fue publicado en Madrid, el año 1609, e incluye cinco tragedias escritas entre 1570 y 1590. Se trata de La Gran Semíramis, La Cruel Casandra, Atila furioso, La Infelice Marcela y Elisa Dido. Esta última es la que se conforma más a las reglas de las tres unidades aristotélicas. Dos de sus obras teatrales presentan como heroínas a dos mujeres de excepcional valor en sus respectivos entornos dramáticos. Mientras que Dido es el modelo de la mujer y de la reina virtuosa, Semíramis encarna y transporta la dramatización de un cúmulo de vicios. Una y otra, sin embargo, están dotadas de una inteligencia superior y de una gran habilidad para llevar adelante sus respectivos proyectos políticos o amorosos. La gran Semíramis rompe la unidad de tiempo (transcurre durante 22 años) y es un drama sobre la ambición y la pasión; el tema inspirará luego a Pedro Calderón de la Barca La hija del aire. La cruel Casandra trata sobre una mujer cruel en el reino de León, en España, pero la trama es incoherente, las pasiones exageradas y todos los personajes son eliminados. Atila furioso es un drama de agonía mental y de gran derramamiento de sangre y sufrimiento. La infelice Marcela es un drama de honor basado en el Orlando furioso de Ludovico Ariosto; en esta obra se rompe el decoro de la tragedia clásica mezclando personajes nobles con plebeyos y usa Virués el romance por vez primera. Sus contribuciones formales a la comedia fueron reconocidas por Lope de Vega en su Arte Nuevo de Hacer Comedias en Este Tiempo (Madrid, 1609): "El Capitán Virués, insigne ingenio, / puso en tres actos la comedia que antes / andaba en cuatro, como piés de niño / que eran entonces niñas las comedias".